# Vince McMahon
Vincent Kennedy McMahon (Pinerhust, Sjeverna Karolina, 24. kolovoza 1945.) američki je glumac, bivši komentator, filmski direktor, profesionalni hrvač, vlasnik i glavni izvršni direktor organizacije profesionalnog hrvanja WWE i  američke nogometne lige XFL. Irskog je podrijetla.
McMahon kao profesionalni hrvač upotrebljava svoj karakter u ringu poznatog kao "Mr. McMahon" utemeljen na njegovim stvarnim osobinama.
Najstariji je član obitelji McMahon i predstavnik treće generacije promotora profesionalnog hrvanja (uz svojeg djeda Jessa i oca Vincenta). McMahon se oženio Lindom McMahon koja je bila glavna izvršna direktorica WWE-ja i upraviteljica američkog zavoda za zapošljavanje SBA (tijekom Trumpove administracije).
Zajedno imaju dvoje djece, Shanea i Stephanie McMahon. Vince je zet trenutačnog WWE-jevog direktora i profesionalnog hrvača Paula "Triple H" Levesquea. McMahon trenutačno ima šestero unuka.

## Rani život
Vincent Kennedy McMahon rođen je 24. kolovoza 1945. u Pinerhurstu u Sjevernoj Karolini. Sin je Vicorije i Vincenta Jamesa McMahona. Njegov otac napustio je obitelj dok je Vince bio beba i sa sobom je poveo starijeg sina Roda. Vince nije upoznao svojeg oca do svoje dvanaeste godine. Vinceov pradjed Roderick James "Jess" McMahon (s očeve strane) bio je promotor profesionalnog hrvanja, a njegovi su roditelji bili irski migranti iz grofovije Galway. McMahonova prabaka, također s očeve strane, također je bila irskog podrijetla. Vince se prvotno nazivao Vinnie Lupton i većinu vremena provodio je s majkom i nekoliko očuha koji su se izmjenjivali. Vince tvrdi da je jedan njegov očuh, Leon Lupton, tukao njegovu majku i napao Vincea kad ju je pokušao zaštititi. Rekao je: "Prava je šteta što je umro prije nego što sam ga mogao ubiti. Uživao bih u tome." Pohađao je Vojnu školu Fishburn u Waynesborou u Virginiji koju je završio 1964. U djetinjstvu je patio od disleksije.

## Poslovni život

### World Wide Wrestling Federation (1969. – 1979.)
McMahon je kao dvanaestogodišnjak upoznao promotora za profesionalnu hrvačku tvrtku Capitol Wrestling Corporate i svojeg oca Vincenta J. McMahona. Tad je odlučio krenuti očevim stopama i često je s njim išao u Madison Square Garden. Želio je biti profesionalni hrvač, no njegov otac mu to nije dopustio; rekao mu je da se promotori profesionalnog hrvanja ne pojavljuju na predstavama, nego da se trebaju držati podalje od hrvača.
Godine 1968. McMahon je diplomirao na Sveučilištu Istočne Karoline sa završenim poslovnim stupnjem. Nakon što se okušao kao putujući trgovac, želio je preuzeti glavnu ulogu u očevoj tvrtci World Wide Wrestling Federation. Godine 1969. debitira kao komentator za WWWF-ov All-Star Wrestling. Kasnije je počeo komentirati izravne mečeve za televiziju nakon što je na tom mjestu 1971. zamijenio Raya Morgana; bio je redovan komentator do studenog 1997.
Tijekom 1970-ih McMahon je postao istaknuti čovjek u očevoj tvrtci. Tijekom sljedećeg desetljeća pomogao je ocu utrostručiti teledifuziju. Preimenovao je tvrtku u World Wrestling Federation. McMahon je također 1976. ugovorio meč između Muhammada Alija protiv Antonija Inokija (današnjeg japanskog političara i vlasnika treće najveće profesionalne hrvačke kompanije – NJPW-a). Godine 1979. McMahon i njegova supruga Linda osnovali su tvrtku Titan Sports koja je bila aktivna sljedećih nekoliko godina. Godine 1982., kad je McMahon imao 37 godina, preuzeo je kontrolu nad tvrtkom Capitol Wrestling Co. od njegova bolesnog oca koji je umro 1984.

### World Wresling Federation/Entertainment/WWE

#### Popularnost kečera 1980-ih
Dana 21. veljače 1980. McMahon je osnovao Titan Sports, a sjedište novoosnovane tvrtke nalazilo se u South Yarmothu, Massachusettsu, u bivšem sjedištu tvrtke Cape Cod Colloseum. U vrijeme kad je kupio WWF profesionalo je hrvanje bilo posao kojim su se bavili regionalni organizatori. Voditelji raznih organizacija profesionalnog hrvanja dogovorili su se da neće jednim drugima konkurirati u njihovoj regiji, a tko bi to napravio bio bi izbačen iz National Wrestling Alliancea. Godine 1983. WWF je drugi put napustio National Wrestling Alliance (prvi ga je put napustio 1963., a vratio mu se 1971.). NWA je bio upravljačko tijelo za regionalne "teritorijalne" promocije Sjedinjenih Američkih Država i Japana. 
Počeo je širiti svoju tvrtku u područjima izvan sjeveroistoka SAD-a tako što je potpisivao ugovore s mlađim hrvačima iz drugih tvrtki koje organiziraju profesionalno hrvanje (kao što je American Wrestling Assosiation). Regrutirao je Hulka Hogana koji je postao jedan od WWF-ovih karizmatičnih superzvijezda. Njih su dvojica brzo privukla negativnu pozornost kolega iz suparničkih tvrtki kad su počeli putovati i organizirati događaje na njihovim područjima. Usprkos tome McMahon je osnovao The Rock 'n' Wrestling Connection tako što je u priče profesionalnog hrvanja uvrstio zvijezde popa. Uz pomoć toga WWF je uspio dobiti obožavatelje i putem MTV-ja, koji je prenosio promidžbu u cijelom SAD-u. Dana 31. ožujka 1985. vodio je prvu WrestleManiju u Madison Square Gardenu koja je snimana nadzornim kamerama i emitirala se u raznim trgovinama diljem Sjedinjenih Američkih Država.

#### Drugi poslovni dogovori
Tijekom 1990-ih McMahon je osnovao World Bodybuilding Federation, natjecanje u bodybuildingu.
Tijekom 2000-ih McMahon je osnovao XFL, profesionalnu ligu za američki nogomet. Liga je nastala u veljači 2001. XFL je ukinut nakon jedne sezone jer nije bio popularan u Sjedinjenim Državama.
Tijekom 2010-ih McMahon je najavio da planira osnovati novu kabelsku televiziju koja će prenositi sve WWE-jeve mečeve (uključujući i mečeve iz prošlosti). Na kraju je osnovana u veljači 2014. pod imenom WWE Network.

## Privatni život

### Obitelj
Mr. McMahon oženio se Lindom McMahon 26. kolovoza 1966. u Sjevernoj Karolini. Upoznali su se u crkvi kad je Linda imala 13 godina, a Vince 16. U to se vrijeme McMahon zvao Vince Lupton – imao je očuhovo prezime. Vince i Linda imaju dvoje djece, Shanea i Stephanie McMahon, i oboje su se pojavili na snimkama WWE-ja. Shane je napustio tvrtku 1. siječnja 2010. (vratio se kasnije u svibnju 2016.), a Stephanie je nastavila raditi na sceni i u produkciji. 
McMahon ima šest unuka: Declana Jamesa, Knyona Jesseja i Rogana Henryja McMahona, koji su sinovi Shanea i njegove žene Marisse, kao i Auroru Ross, Murphy Claire i Vaugh Evelyn Levesque, koje su kćeri Stephanie i njezinog muža Paula "Triple H" Levesquea.

### Bogatstvo i donacije
Od 2006 Mr. McMahon posjeduje 12 milijuna američkih dolara vrijedan luksuzni stan na Manhattanu u New Yorku, 40 milijuna američkih dolara vrijednu vilu u Greeneichu u Connecticutu, 20 milijuna američkih dolara vrijednu vikendicu i 14,33 m dugu sportsku jahtu pod imenom Sexy Bitch. McMahonovo bogatstvo procjenjuje se na 1,1 milijardi dolara. Godine 2001. njegova je kompanija WWE tvrdila da je milijarder iako nije bio na listi milijardera između 2002. i 2013. Godine 2014. neto vrijednost McMahonove imovine procijenjena je na 1,2 milijarde dolara. Iako je 2014. izgubio 350 milijuna dolara zbog razočaravajućih poslovnih ishoda, 2015. je godine neto vrijednost njegove imovine ponovno procijenjena na 1,2 milijarde dolara.
McMahon i njegova supruga Linda donirali su novac raznim kampanjama Republikanske stranke,  pa i federalnim kandidatima. Obitelj McMahon donirala je 5 milijardi dolara za kampanju Donalda Trumpa tijekom američkih predsjedničkih izbora 2017. Osim što je donirala novac za kampanje političara, donirala je novac i američkim školama među kojima su Vojna škola Fishburn, Sveučilište Sacred Heart i Sveučilište Istočne Karoline. Američki časopis Non-profit Quarterly istaknuo je da je većina izdataka McMahonovih iskorištena za kapitalna ulaganja. Godine 2006. obitelj je platila 2,5 milijuna dolara za izgradnju teniskog terena u Ebensburgu u Pennsylvaniji. McMahonovi od 1986. financiraju Specijalnu Olimpijadu (Olimpijadu za djecu s posebnim potrebama od 8 do 16 godina); na to su ih potaknuli NBC-jevi voditelji i njihovi prijatelji Dick Eberson i Susan Saint James.

## Filmografija
| Godina | Film                                            | Uloga       | Bilješke |
| ------ | ----------------------------------------------- | ----------- | -------- |
| 2014.  | "Scooby-Doo! Wrestlemania Mystery"              | Mr. McMahon | glas     |
| 2015.  | "The Flinstones & WWE: Stone Age SmackDown"     | Mr. McMahon | glas     |
| 2016.  | "Camp WWE"                                      | Mr. McMahon | glas     |
| 2016.  | "Scooby-Doo! and WWE: Curse of the Speed Demon" | Mr. McMahon | glas     |
| 2017.  | "Surf's Up 2: WaveMania"                        | Mr. McMahon | glas     |
| 2017.  | "The Jetsons & WWE: Robo-WrestleMania!"         | Mr. McMahon | glas     |

## U profesionalnom hrvanju
- Finalni potezi
  - Pedigree (double underhook facebuster) - posuđen od Triple H-a
  - Stunner - posuđen od  Stonea Colda Stevea Austina

- Nadimci
  - "The Genetic Jackhammer"
  - "The Higher Power"
  - "Vinnie Mac"

- Ulazne pjesme
  - "No Chance in Hell" - sastavili su ga Peter Bursuker i Jim Johnson (24. siječnja, 1999. - danas).[34]

## Naslovi i nagrade
- Profesional Wrestling Hall of Fame Museum
  - Klasa godine[35]
- ProWrestling Ilustrated
  -  Feud godine (1996.) protiv  Erica Bischoffa[36]
  -  Feud godine (1998., 1999.) protiv  Stonea Colda Stevea Austina[37]
  -  Feud godine (2001.) protiv  Shanea McMahona[37]
  -  Meč godine (2006.) protiv  Shawna Michaelsa u No Holds Barred meču na  WrestleManiji 22[38]
- Wrestling Observer Newletter Awards
  -  Najbolji booker (1987., 1998., 1999.)
  - Najbolji Promoter (1988., 1998. – 2000.)
  -  Najbolji ne-hrvač (1999.,2000.)
  -  Feud godine (1998.,1999.)
  -  Najgori feud godine (2006.) sa Shanea McMahona protiv D-Generation X (Shawn Michaels) i  Triple H
  -  Većina otrovnih trenutaka godine (1983. – 1986., 1990., )
  - Wrestling Obserwer Newsletter Hall of Fame (Klasa 1996.)
- WWE[39]
  - ECW World prvak (jedanput)
  - WWE World prvak (jedanput)
  - Royal Rumble (1999.)
- Druge nagrade
  - Guinnessova knjiga rekorda - najstariji WWE World Prvak[40]

## Vanjske poveznice
- Cagematch.net
- Wrestlingdata.com
- Internet Wrestling Database[neaktivna poveznica]